# Liste der Monuments historiques in Saint-Rémy-sur-Creuse
Die Liste der Monuments historiques in Saint-Rémy-sur-Creuse führt die Monuments historiques in der französischen Gemeinde Saint-Rémy-sur-Creuse auf.

## Liste der Bauwerke
| Bezeichnung          | Beschreibung                       | Standort | Kennzeichnung | Schutzstatus | Datum | Bild |
| -------------------- | ---------------------------------- | -------- | ------------- | ------------ | ----- | ---- |
| Château de la Chaise | Schloss, erbaut im 15. Jahrhundert | (Lage)   | PA00105706    | Inscrit      | 1967  |      |

## Liste der Objekte
- Monuments historiques (Objekte) in Saint-Rémy-sur-Creuse in der Base Palissy des französischen Kultusministeriums